# Подстола (Свентокшиське воєводство)
Подстола (пол. Podstoła) — село в Польщі, у гміні Пежхниця Келецького повіту Свентокшиського воєводства.
Населення — 373 особи (2011).
У 1975-1998 роках село належало до Келецького воєводства.

## Демографія
Демографічна структура на день 31 березня 2011 року:
|          | Загалом | Допрацездатний вік | Працездатний вік | Постпрацездатний вік |
| -------- | ------- | ------------------ | ---------------- | -------------------- |
| Чоловіки | 193     | 45                 | 130              | 18                   |
| Жінки    | 180     | 34                 | 90               | 56                   |
| Разом    | 373     | 79                 | 220              | 74                   |